# Loi de Rock
 (janvier 2025).
Si vous disposez d'ouvrages ou d'articles de référence ou si vous connaissez des sites web de qualité traitant du thème abordé ici, merci de compléter l'article en donnant les références utiles à sa vérifiabilité et en les liant à la section « Notes et références ».
Selon la loi de Rock, du nom de son découvreur Arthur Rock, le coût d'une fonderie de semi-conducteurs double tous les quatre ans, car le procédé de fabrication, la photolithographie, utilisé depuis une quarantaine d’années se rapproche toujours plus de ses limites physiques.
En 2003, le prix d’une unité de fabrication était de l’ordre de 2 à 3 milliards de dollars.
En 2004, pour la seule mise à niveau des installations, Intel a annoncé un investissement de plus  2 milliards de dollars dans son usine Fab12 en Arizona pour la fabrication de puces à partir de wafers de 300 mm de diamètre, qui ont remplacé les wafers 200 mm vers la fin 2005.

## La notion de coût de production des puces électronique
Que représentent le coût et la marge sur une puce électronique ? Quels mécanismes économiques gouvernent cette industrie où les coûts fixes sont prépondérants, donc proche des conditions du monopole naturel, mais où le progrès technologique est vertigineux ?
En micro-électronique, le progrès se mesure principalement à la largeur des traits gravés dans le silicium, qui détermine la densité et la vitesse des circuits. La réduction de la taille des traits permet d'augmenter la densité des processeurs et par conséquent leur vitesse. C’est la base de la loi de Moore, qui veut que les performances des microprocesseurs doublent tous les deux ans.
Mais cette réduction pose de redoutables problèmes de physique qui se traduisent dans le coût des installations de production. En 2004, une ligne de production (une fab) coûtait environ 1 milliard de dollars. Pour la génération actuelle, elle coutait environ 1,5 milliard de dollars en 2001, et 2,5 milliards de dollars en 2003. Cette progression répond à la loi de Rock, selon laquelle le coût de la ligne de production augmente de 50 % à chaque génération.
Par contre, rien de semblable pour le coût marginal de production, qui reste en gros proportionnel à la surface de la puce, et ce quelle que soit sa nature (microprocesseur général, mémoire ou processeur spécialisé), son contenu en circuits et son niveau de technologie. Réduire la surface de 15 % peut donner prétexte à une baisse de prix de 15 %, mais le coût réel variera bien plus en fonction des volumes vendus. Les vraies possibilités de réductions de coût résident dans le processus de fabrication et non dans la conception de chaque puce.
De plus, il n’est pas possible de réduire la surface d’une puce en dessous de la surface nécessaire pour implanter ses connexions avec l’extérieur. Un processeur généraliste nécessite quelques centaines de contacts, qui ne peuvent pas tenir sur beaucoup moins de 1 cm². Seules les mémoires et les puces spécialisées dont la fonction nécessite moins de contacts peuvent s’accommoder de surfaces moindres. En revanche, à surface égale, il est possible de réduire le coût total du système en absorbant dans la puce des fonctions externes, ce qui est une façon naturelle d’utiliser le potentiel de transistors tout en augmentant la valeur de la puce et donc son prix de vente potentiel.

## La fixation des prix
Dans la fixation du prix, les coûts interviennent de deux façons. Le coût unitaire marginal, celui d’une puce supplémentaire, fixe la borne inférieure absolue du prix de vente, en dessous de laquelle il vaut mieux fermer boutique. Ce coût, de l’ordre de quelques dizaines de dollars, dépend des techniques de fabrication et en particulier du rendement du procédé, c’est-à-dire du pourcentage des puces fabriquées qui passeront les tests finaux et pourront être vendues. En cas de guerre des prix, la marge de manœuvre du fabricant dépend ainsi de la performance de ses usines.
En vendant ses puces, chaque fabricant doit s’assurer qu’il en tire une marge brute suffisante pour couvrir ses investissements dans la génération suivante. Pour fixer les idées, Intel aura investi 4,5 milliards de dollars dans ses usines en 1997, et prévoit d’en investir 5,3 en 1998. Chaque puce vendue doit supporter, en plus de son coût variable, sa part des investissements en cours et des frais généraux, ce qui détermine un « prix de survie » pour la firme productrice. Si une concurrence sévère fait tomber les prix en dessous du prix de survie de certaines firmes, celles-ci ont toutes chances d’être éliminées de la course pour la génération suivante.
Or, puisqu’il est essentiellement formé de coûts fixes répartis, ce prix de survie est d’autant plus faible que les volumes vendus sont plus élevés, traduisant ainsi l’avantage de la taille. Chaque offreur doit donc rechercher les volumes de production et de vente les plus élevés possibles pour chaque technologie, en élargissant son catalogue de produits, en optimisant ses prix de vente et par son action commerciale. Globalement, plus un offreur fournit des volumes élevés, plus il a de moyens d’assurer sa survie.
Une conséquence de la loi de Rock est que le prix de survie de chaque concurrent augmente à chaque génération, ce qui doit mécaniquement entraîner une élimination progressive des plus faibles, d’autant plus que la capacité par usine croît plus vite que le marché, si bien que le nombre d’usines, et de fournisseurs, est condamné à diminuer.
La limite supérieure du prix de vente correspond à ce que le marché peut supporter. Dans les faits, cette borne est fixée par l’offreur dominant, c’est-à-dire Intel, qui établit une sorte de price umbrella à l’abri de laquelle ses concurrents peuvent choisir leur stratégie de prix. Les volumes auxquels opère Intel lui permettraient sans doute de fixer ses propres prix au niveau du prix de survie de ses concurrents, et donc de les éliminer, mais il perdrait en même temps une bonne partie de ses marges et de sa capacité d’investissement. Contrairement à ce que dit la théorie élémentaire, l’intérêt de l’offreur dominant est de pratiquer des prix qui tout à la fois lui procurent des marges confortables et autorisent la survie de ses concurrents.
À l’intérieur de cette large plage, ponctuée par quelques repères qui sont les prix de survie estimés des concurrents, chaque offreur fixe ses prix en fonction des prix actuels du marché et de sa propre stratégie. Cette dynamique explique pourquoi les prix des puces évoluent dans le temps de façon spectaculaire. Chaque microprocesseur généraliste est typiquement lancé à un prix de 1000 dollars et plus, quand ses avantages sur ses prédécesseurs le justifient, et finit quelques années plus tard sous les 100 dollars quand il est devenu obsolète et que les usines qui le produisent ont été amorties. Finalement, les prix relatifs des différentes puces à un moment donné, pas plus que l’évolution de ces prix dans le temps, n’ont rien à voir avec des différences de coûts de fabrication.